# Capitão Poço
Capitão Poço là một đô thị thuộc bang Pará, Brasil. Đô thị này có diện tích 2899,532 km², dân số năm 2007 là 50607 người, mật độ 17,45 người/km².